# Антизападни настроения
Антизападни настроения или антиатлантизъм се отнася до широка опозиция или враждебност към хората, културата, или политиката на Западния свят. В много от съвременните случаи Съединените щати и Обединеното кралство са предмет на критика или враждебност. Антизападни настроения се срещат в много държави, дори в самия Запад, особено в европейските страни. Антизападни настроения има и в мюсюлманския свят, където много хора оценяват войната в Ирак, войната в Персийския залив и войната в Афганистан като съвременни кръстоносни походи на  САЩ срещу исляма. Друга причина за антизападни настроения в ислямския свят е подкрепата за Израел, оказвана от някои западни държави, специално Съединените щати.

## Антизападни настроения в България
Антизападните настроения съществуват в България още преди 1944 година. След като БКП идва на власт, те се засилват значително. След разпадането на комунизма в България антизападните настроения изчезват за кратко, но след създаването на БНС-НД се възобновяват. Партията „Възраждане“, която след изборите през ноември 2021 година влиза в парламента, също проявява черти на антизападна партия.

## Антизападни настроения в Китай
Антизападните настроения в Китай се увеличават от началото на 1990 г., особено сред китайските младежи. Забележителни инциденти, довели до значителни антизападни реакции, се случват през 1999 г., когато НАТО бомбардира китайското посолство в Белград. Въпреки това проучванията на общественото мнение показват, че като цяло китайците са положително настроени към Съединените щати, но остава подозрението върху мотивите на Запада към Китай, произтича до голяма степен от исторически опит, „век на унижение“. Тези подозрения се увеличават с провеждането на „кампанията за патриотично възпитание“ от ККП.

## Антизападни настроения в Русия
Между Русия и Запада се създава значително напрежение по време на Студената война. След рухването на комунизма отношенията се затоплят. Ново изостряне настъпва през второто десетилетие на XXI век. Най-силни антизападни настроения поддържат крайно десни руски националисти като партията „Велика Русия“, която се ръководи от Андрей Савелиев, и партията „Руско национално единство“.